# Leupold (Busunternehmen)
Die Leupold GmbH & Co. KG war ein Omnibusbetrieb aus Krostitz. Das Unternehmen wurde im März 2021 von der Omnibus-Verkehrsgesellschaft Heideland (OVH) übernommen, die sich im Eigentum des Landkreises Nordsachsen befand. Beide Unternehmen fusionierten 2022 zu Nordsachsen Mobil (NoMo). Leupold fuhr Linienverkehr im Raum Delitzsch in Sachsen und bot Reiseverkehr mit Bussen an.

## Geschichte
Das Busunternehmen Leupold wurde 1946 von Herbert Leupold gegründet. 1972 wurde das Unternehmen enteignet und zum VEB Kraftverkehr verstaatlicht. Nach der Deutschen Wiedervereinigung wurde das Unternehmen 1990 wieder privatisiert. Seit Beginn des 21. Jahrhunderts wird es in der dritten Generation geführt. 2021 verkaufte die Eigentümerfamilie ihr Unternehmen an den Landkreis Nordsachsen. Zum 1. Januar 2022 bündelte der Landkreis sämtliche Busverkehrsleistungen in der Dachgesellschaft Nordsachsen Mobil, die aus der Fusion von Leupold und OVH entstand.

## Liniennetz
Stand: 19. August 2019
| Linie | Endpunkte             | Verlauf                                     |
| ----- | --------------------- | ------------------------------------------- |
| 210   | Delitzsch ↔ Bad Düben | Spröda – Reibitz – Tiefensee – Schnaditz    |
| 211   | Delitzsch ↔ Rackwitz  | Zschortau – Krostitz – Kletzen – Podelwitz  |
| 212   | Delitzsch ↔ Eilenburg | Hohenroda – Krostitz – Priester – Kospa     |
| 213   | Delitzsch ↔ Krostitz  | Beerendorf – Luckowehna – Wölkau – Krensitz |
| 215   | Krostitz ↔ Taucha     | Mutschlena – Liemehna – Pönitz              |

### PlusBus
Seit dem Start der S-Bahn Mitteldeutschland am 15. Dezember 2013 wurde die Linie 210 zum PlusBus aufgewertet.

## Mitteldeutscher Verkehrsverbund
Die Omnibusverkehr Leupold OHG war Mitglied im Mitteldeutschen Verkehrsverbund, sodass der Tarif flächendeckend angewendet wird.